# Cabinet fantôme de John Smith
Kinnock Beckett
John Smith a été Leader du Parti travailliste et Leader de la très loyale opposition de Sa Majesté du 18 juillet 1992 jusqu'à sa mort le 12 mai 1994. Smith est devenu leader après avoir succédé à Neil Kinnock, qui avait démissionné après les élections générales de 1992.
Avant d'être leader de l'opposition, Smith avait été membre du gouvernement de James Callaghan en tant que président du Board of Trade (1978–1979), et a servi sous le cabinet fantôme de son prédécesseur Neil Kinnock en tant que chancelier fantôme de l'Échiquier (1987– 1992).
Le mandat de Smith comme leader de l'opposition a vu le du gouvernement des politiques de la mise en œuvre de la Charte du citoyen, des progrès dans les négociations de paix en Irlande du Nord, et la création et la centralisation de l'Union européenne. Smith est décédé subitement le 12 mai 1994 et a été remplacé comme leader par intérim par Margaret Beckett, qui a servi jusqu'au 21 juillet 1994.

## Cabinet fantôme
| Fonction | Titulaire            | Mandat    |
| --- | -------------------- | --------- |
| Leader de la très loyale opposition de Sa Majesté Leader du Parti travailliste                                                                                       | John Smith           | 1992–1994 |
| Leader adjoint de la très loyale opposition de Sa Majesté Leader adjoint du Parti travailliste Leader fantôme de la Chambre des communes Coordonnateur des élections | Margaret Beckett     | 1992–1994 |
| Leader de l'Opposition à la Chambre des lords | Ivor Richard         | 1992–1997 |
| Whip en chef de la chambre des communes du cabinet fantôme | Derek Foster         | 1985–1995 |
| Whip en chef de la chambre des lords du cabinet fantôme | Thomas Edward Graham | 1990–1994 |
| Lord Chancelier du cabinet fantôme | Derry Irvine         | 1992–1994 |
| Chancelier de l'Échiquier du cabinet fantôme | Gordon Brown         | 1992–1994 |
| Secrétaire d'État des Affaires étrangères et du Commonwealth du cabinet fantôme                                                                                      | Jack Cunningham      | 1992–1994 |
| Secrétaire d'État à l'Intérieur du cabinet fantôme | Tony Blair           | 1992–1994 |
| Secrétaire d'État à la Défense du cabinet fantôme | David Clark          | 1992–1994 |
| Secrétaire d'État à l'Éducation du cabinet fantôme | Ann Taylor           | 1992–1994 |
| Secrétaire d'État à l'emploi du cabinet fantôme | Frank Dobson         | 1992–1993 |
| Secrétaire d'État à l'emploi du cabinet fantôme | John Prescott        | 1993–1994 |
| Ministre de l'ombre pour le gouvernement local et le logement | Jack Straw           | 1992–1994 |
| Secrétaire d'État à l'Environnement du cabinet fantôme | Chris Smith          | 1992–1994 |
| Secrétaire d'État à la Santé du cabinet fantôme | David Blunkett       | 1992–1994 |
| Secrétaires d'État pour la sécurité sociale du cabinet fantôme | Donald Dewar         | 1992–1994 |
| Secrétaires d'État pour le patrimoine national du cabinet fantôme | Bryan Gould          | 1992      |
| Secrétaires d'État pour le patrimoine national du cabinet fantôme | Ann Clwyd            | 1992–1993 |
| Secrétaires d'État pour le patrimoine national du cabinet fantôme | Mo Mowlam            | 1993–1994 |
| Secrétaire d'État au Commerce et de l'Industrie du cabinet fantôme                                                                                                   | Robin Cook           | 1992–1994 |
| Secrétaire d'État aux Transports du cabinet fantôme | John Prescott        | 1992–1993 |
| Secrétaire d'État aux Transports du cabinet fantôme | Frank Dobson         | 1993–1994 |
| Secrétaire d'État pour l'Écosse du cabinet fantôme | Tom Clarke           | 1992–1993 |
| Secrétaire d'État pour l'Écosse du cabinet fantôme | George Robertson     | 1993–1994 |
| Secrétaire d'État pour le pays de Galles du cabinet fantôme | Ann Clwyd            | 1992–1993 |
| Secrétaire d'État pour le pays de Galles du cabinet fantôme | Ron Davies           | 1993–1994 |
| Secrétaire d'État pour l'Irlande du Nord du cabinet fantôme | Kevin McNamara       | 1992–1994 |
| Ministre pour le développement de l'outre-mer du cabinet fantôme | Michael Meacher      | 1992–1993 |
| Ministre pour le développement de l'outre-mer du cabinet fantôme | Tom Clarke           | 1993–1994 |
| Chancelier du duché de Lancaster du cabinet fantôme Porte-parole de l'ombre pour la charte du citoyen                                                                | Mo Mowlam            | 1992–1993 |
| Chancelier du duché de Lancaster du cabinet fantôme Porte-parole de l'ombre pour la charte du citoyen                                                                | Michael Meacher      | 1993–1994 |
| Ministre responsable de la condition féminine du cabinet fantôme | Mo Mowlam            | 1992–1993 |
| Ministre responsable de la condition féminine du cabinet fantôme | Clare Short          | 1993–1994 |
| Porte-parole de l'ombre pour les enfants et les familles | Joan Lestor          | 1993–1994 |
| Secrétaire en chef du Trésor du cabinet fantôme | Harriet Harman       | 1992–1994 |
| Ministre de l'Agriculture, de la Pêche et de l'Alimentation du cabinet fantôme                                                                                       | Ron Davies           | 1992–1993 |
| Ministre de l'Agriculture, de la Pêche et de l'Alimentation du cabinet fantôme                                                                                       | Gavin Strang         | 1993–1994 |
| Ministre pour l'Europe du cabinet fantôme | Chris Smith          | 1992–1993 |
| Ministre pour l'Europe du cabinet fantôme | Frank Dobson         | 1993–1994 |

## Cabinet fantôme initiale
Le 24 juillet 1992, John Smith a annoncé le Cabinet fantôme suivant :
- John Smith – Leader de la très loyale opposition de Sa Majesté et Leader du Parti travailliste
- Margaret Beckett – Leader adjoint de la très loyale opposition de Sa Majesté, Leader adjoint du Parti travailliste, Leader fantôme de la Chambre des communes et Coordonnateur des élections
- Gordon Brown – Chancelier de l'Échiquier du cabinet fantôme.
- Jack Cunningham – Secrétaire d'État des Affaires étrangères et du Commonwealth du cabinet fantôme
- Tony Blair – Secrétaire d'État à l'Intérieur du cabinet fantôme
- David Clark – Secrétaire d'État à la Défense du cabinet fantôme
- Ann Taylor – Secrétaire d'État à l'Éducation du cabinet fantôme
- Frank Dobson – Secrétaire d'État à l'emploi du cabinet fantôme
- Jack Straw – Ministre de l'ombre pour le gouvernement local et le logement
- Chris Smith – Secrétaire d'État à l'Environnement du cabinet fantôme et Ministre pour l'Europe du cabinet fantôme
- David Blunkett – Secrétaire d'État à la Santé du cabinet fantôme
- Donald Dewar – Secrétaires d'État pour la sécurité sociale du cabinet fantôme
- Bryan Gould – Secrétaires d'État pour le patrimoine national du cabinet fantôme
- Robin Cook – Secrétaire d'État au Commerce et de l'Industrie du cabinet fantôme
- John Prescott – Secrétaire d'État aux Transports du cabinet fantôme
- Tom Clarke – Secrétaire d'État pour l'Écosse du cabinet fantôme
- Ann Clwyd – Secrétaire d'État pour le pays de Galles du cabinet fantôme
- Kevin McNamara – Secrétaire d'État pour l'Irlande du Nord du cabinet fantôme
- Michael Meacher – Ministre pour le développement de l'outre-mer du cabinet fantôme
- Mo Mowlam – Chancelier du duché de Lancaster du cabinet fantôme, ministre fantôme de la Charte citoyenne et Ministre responsable de la condition féminine du cabinet fantôme
- Harriet Harman – Secrétaire en chef du Trésor du cabinet fantôme
- Ron Davies – Ministre de l'Agriculture, de la Pêche et de l'Alimentation du cabinet fantôme
- Ivor Richard – Leader de l'Opposition à la Chambre des lords
- Derek Foster – Whip en chef de la chambre des communes du cabinet fantôme
- Thomas Edward Graham – Whip en chef de la chambre des lords du cabinet fantôme
- Derry Irvine – Lord Chancelier du cabinet fantôme

Changements
- 29 septembre 1992: Gould démissionne en raison de la position du Parti sur le traité de Maastricht[2],[3]. et a été remplacé comme secrétaire du patrimoine national de l'ombre par Ann Clwyd, qui a conservé sa position en tant que secrétaire du pays de Galles du cabinet fantôme[4],[2],[3].

## Remaniement de 1993
Smith a remanié le cabinet fantôme le 21 octobre 1993, à la suite des élections du cabinet fantôme de 1993. Clwyd a quitté le cabinet fantôme. Mowlam l'a remplacée en tant que secrétaire du patrimoine national fantôme, Clare Short (qui a également perdu aux élections du cabinet fantôme) la remplaçant en tant que ministre fantôme de la condition de la femme. Meacher a remplacé Mowlam en tant que chancelier fantôme du duché de Lancaster et ministre fantôme de la charte du citoyen. Il a été à son tour remplacé par Clarke au portefeuille de développement d'outre-mer, et Clarke a été remplacé en tant que porte-parole écossais par le nouveau ministre du cabinet fantôme George Robertson. Clwyd a été remplacé au poste de secrétaire de l'ombre du pays de Galles par Davies, qui a été remplacé à l'Agriculture par Gavin Strang. Prescott et Dobson ont échangé des portefeuilles (recevant respectivement Emploi et le Transport), Dobson prenant également Londres de Chris Smith. Blunkett est devenu président du parti travailliste tout en conservant le portefeuille de la santé.
- John Smith – Leader de la très loyale opposition de Sa Majesté et Leader du Parti travailliste
- Margaret Beckett – Leader adjoint de la très loyale opposition de Sa Majesté, Leader adjoint du Parti travailliste, Leader fantôme de la Chambre des communes et Coordonnateur des élections
- Gordon Brown – Chancelier de l'Échiquier du cabinet fantôme
- Jack Cunningham – Secrétaire d'État des Affaires étrangères et du Commonwealth du cabinet fantôme
- Tony Blair – Secrétaire d'État à l'Intérieur du cabinet fantôme
- David Clark – Secrétaire d'État à la Défense du cabinet fantôme
- Ann Taylor – Secrétaire d'État à l'Éducation du cabinet fantôme
- Frank Dobson – Secrétaire d'État aux Transports du cabinet fantôme et Ministre pour l'Europe du cabinet fantôme
- Jack Straw – Ministre de l'ombre pour le gouvernement local et le logement
- Chris Smith – Secrétaire d'État à l'Environnement du cabinet fantôme
- David Blunkett – Secrétaire d'État à la Santé du cabinet fantôme et Président du Comité exécutif
- Donald Dewar – Secrétaires d'État pour la sécurité sociale du cabinet fantôme
- Mo Mowlam – Secrétaires d'État pour le patrimoine national du cabinet fantôme
- Robin Cook – Secrétaire d'État au Commerce et de l'Industrie du cabinet fantôme
- John Prescott – Secrétaire d'État à l'emploi du cabinet fantôme
- George Robertson – Secrétaire d'État pour l'Écosse du cabinet fantôme
- Ron Davies – Secrétaire d'État pour le pays de Galles du cabinet fantôme
- Kevin McNamara – Secrétaire d'État pour l'Irlande du Nord du cabinet fantôme
- Tom Clarke – Ministre pour le développement de l'outre-mer du cabinet fantôme
- Michael Meacher – Chancelier du duché de Lancaster du cabinet fantôme et ministre fantôme de la Charte citoyenne
- Clare Short – Ministre responsable de la condition féminine du cabinet fantôme
- Harriet Harman – Secrétaire en chef du Trésor du cabinet fantôme
- Gavin Strang – Ministre de l'Agriculture, de la Pêche et de l'Alimentation du cabinet fantôme
- Ivor Richard – Leader de l'Opposition à la Chambre des lords
- Derek Foster – Whip en chef de la chambre des communes du cabinet fantôme
- Thomas Edward Graham – Whip en chef de la chambre des lords du cabinet fantôme
- Derry Irvine – Lord Chancelier du cabinet fantôme